# 网脉大黄
网脉大黄（学名：Rheum reticulatum），为蓼科大黄属下的一个种。

## 扩展阅读
維基物種上的相關：网脉大黄